# The Dreaming Boy Is a Realist
The Dreaming Boy Is a Realist  (яп. 夢見る男子は現実主義者, Yumemiru Danshi wa Genjitsushugisha, укр. Мрійливий хлопець — реаліст) —
японська серія ранобе, написана Окемару та проілюстрована Сабою Мізоре. Спершу вона була опублікована як веб-роман на платформі користувацького контенту Shōsetsuka ni Narō у грудні 2018 року. Пізніше права на неї придбала компанія Hobby Japan, яка почала видавати її як ранобе у червні 2020 року під своїм імпринтом HJ Bunko. Адаптація у вигляді манґи, ілюстрована Попурі Йошікітою, публікувалася на вебсайті Shōnen Ace Plus видавництва Kadokawa Shoten з березня 2021 року до березня 2024 року. Аніме-адаптація серіалу, створена студіями Studio Gokumi та AXsiZ, транслювалася з липня по вересень 2023 року.

## Синопсис
Ватару Садзьо постійно отримує відмови від Аїки Нацукави, прекрасної дівчини з його класу. Після випадкового удару футбольним м'ячем його особистість раптово змінюється: він доходить висновку, що не гідний її, і починає триматися від неї осторонь. Однак Аїка помилково думає, що він тепер її недолюблює, і починає більше взаємодіяти з ним. Так починається романтична комедія, де двоє однокласників намагаються висловити свої почуття, особливо коли інші дівчата починають звертати увагу на Ватару.

## Персонажі

### Головні герої
Ватару Садзьо (яп. 佐城 渉, Sajō Wataru)
Головний герой, який наполегливо намагається завоювати серце своєї однокласниці Аїки Нацукави. Після удару випадковим футбольним м'ячем його особистість змінюється, і він намагається віддалитися від неї. Під час літніх канікул починає працювати неповний день у книгарні.
Аїка Нацукава (яп. 夏川 愛華, Natsukawa Aika)
Головна героїня, красива дівчина з класу Ватару. Вона навчалася з ним у середній школі й відтоді відхиляла його залицяння. Здивована раптовою зміною поведінки Ватару, через що відчуває розгубленість.
Кей Асіда (яп. 芦田 圭, Ashida Kei)
Найкраща подруга Аїки. Весела й життєрадісна дівчина, яка є членом волейбольного клубу.
Каеде Садзьо (яп. 佐城 楓, Sajō Kaede)
Старша сестра Ватару. Заступниця голови учнівської ради школи Коецу.
Рін Шіномія (яп. 四ノ宮 凛, Shinomiya Rin)
Найкраща подруга Каеде. Розсудлива дівчина, яка обіймає посаду голови Комітету з питань моралі школи Коецу.
Міна Ічіносе (яп. 一ノ瀬 深那, Ichinose Mina)
Однокласниця Ватару й молодша співробітниця на його підробітку. Захоплюється літературою, має тихий характер. Починаючи з 8-го тому легкого роману, вона відчуває до нього романтичні почуття.
Фука Сасакі (яп. 笹木 風香, Sasaki Fūka)
Зріла учениця середньої школи, яка познайомилася з Ватару після певного інциденту. Має почуття до нього, але він цього не помічає.

### Допоміжні персонажі
Рена Аідзава (яп. 藍沢レナ, Aizawa Rena)
Мила дівчина, яка наблизилася до Ватару з прихованими мотивами.
Юю Інатомі (яп. 稲富ゆゆ, Inatomi Yuyu)
Мила учасниця Комітету з питань моралі школи Коецу.
Такуро Ямазакі (яп. 山崎拓郎, Yamazaki Takurō)
Однокласник Ватару та Аїки, член баскетбольного клубу.
Кадзукі Арімура (яп. 有村和樹, Arimura Kazuki)
Колишній хлопець Рени та учень класу 2-B.
Меґумі Оцукі (яп. 大槻めぐみ, Ōtsuki Megumi)
Класний керівник 1-C, класу Ватару й Аїки. Її прізвисько вперше з'явилося в 5-му розділі веб-роману.
Хаято Юкі (яп. 結城颯斗, Yūki Hayato)
Голова учнівської ради школи Коецу та член K4.
Рендзі Ханава (яп. 花輪蓮二, Hanawa Renji)
Член учнівської ради та учасник K4.
Такуто Кай (яп. 甲斐拓人, Kai Takuto)
Член учнівської ради та учасник K4.
Такаакі Сасакі (яп. 佐々木貴明, Sasaki Takaaki)
Однокласник Ватару, член футбольного клубу школи Коецу. Має молодшу сестру Юкі.
Аїрі Нацукава (яп. 夏川愛莉, Natsukawa Airi)
Молодша сестра Аїки, яку вона обожнює.
Нонока Шіраї (яп. 白井乃々香, Shirai Nonoka)
Однокласниця й подруга Аїки та Міни. Має почуття до Такаакі.
Аой Окамото (яп. 岡本葵, Okamoto Aoi)
Однокласниця й подруга Аїки та Міни. Також має почуття до Такаакі.
Сейна Іхоші (яп. 飯星聖奈, Iihoshi Seina)
Староста класу 1-C, класу Ватару, Аїки, Кея та Міни.
Юкі Сасакі (яп. 佐々木有希, Sasaki Yuki)
Молодша сестра Такаакі, учениця середньої школи.
Аріса Кога (яп. 古賀亜里沙, Koga Arisa)
Однокласниця Ватару й Аїки, відома своїм різким характером і поведінкою.
Аяно Міта (яп. 三田綾乃, Mita Ayano)
Дитяча подруга Юю та член Комітету з питань моралі школи Коецу.
Маріка Шінономе-Клодін (яп. 東雲クロディーヌ茉莉花, Shinonome-Claudine Marika)
Наполовину японка, наполовину французька учениця, наречена Хаято.
Хіорі Сонода (яп. 園田ひより, Sonoda Hiyori)
Одна з подруг Маріки. Ім'я персонажа вперше з'явилося в аніме-адаптації.
Каоруко Ісогава (яп. 五十川薫子, Isogawa Kaoruko)
Одна з подруг Маріки. Ватару назвав її «мобільним учнівським довідником».
Менеджер магазину (яп. 店長, Tenchō)
Власник магазину вживаних книг, де працюють Ватару й Міна.
Ю Ічіносе (яп. 一瀬優, Ichinose Yū)
Старший брат Міни, член Комітету з питань моралі.
Хірото Табата (яп. 田端博人, Tabata Hiroto)
Один із однокласників Ватару, який не є учасником жодних клубів чи комітетів.
Юрі Ханаока (яп. 花岡由梨, Hanaoka Yuri)
Дівчина Ю та член Комітету з питань моралі.
Дружина менеджера магазину (яп. 奥さん, Oku-san)
Дружина власника магазину. Вона турботлива жінка, яка дбає про співробітників свого чоловіка та клієнтів.

## Медіа

### Ранобе
Написана Окемару, серія почала публікуватися як веб-роман на платформі Shōsetsuka ni Narō 7 грудня 2018 року. Пізніше права на неї придбала компанія Hobby Japan, яка почала випускати її як ранобе з ілюстраціями Саби Мізоре під імпринтом HJ Bunko з 1 червня 2020 року. Станом на квітень 2023 року випущено вісім томів. Романи ліцензовані англійською мовою видавництвом Monogatari Novels.
| № | Дата виходу    | ISBN                   |
| - | -------------- | ---------------------- |
| 1 | 1 червня 2020  | ISBN 978-4-79-862206-4 |
| 2 | 1 вересня 2020 | ISBN 978-4-79-862289-7 |
| 3 | 1 грудня 2020  | ISBN 978-4-79-862368-9 |
| 4 | 1 травня 2021  | ISBN 978-4-79-862490-7 |
| 5 | 1 жовтня 2021  | ISBN 978-4-79-862622-2 |
| 6 | 1 березня 2022 | ISBN 978-4-79-862755-7 |
| 7 | 1 серпня 2022  | ISBN 978-4-79-862891-2 |
| 8 | 1 квітня 2023  | ISBN 978-4-79-863144-8 |

### Манґа
Адаптація у вигляді манґи ілюстрована Попурі Йошікітою, публікувалася на вебсайті Shōnen Ace Plus видавництва Kadokawa Shoten з 26 березня 2021 року до 18 березня 2024 року. Вона була зібрана у п'ять томів, які випускалися з 25 вересня 2021 року до 26 березня 2024 року.
| № | Дата виходу       | ISBN                   |
| - | ----------------- | ---------------------- |
| 1 | 25 вересня 2021   | ISBN 978-4-04-111932-7 |
| 2 | 25 березня 2022   | ISBN 978-4-04-112392-8 |
| 3 | 25 листопада 2022 | ISBN 978-4-04-112968-5 |
| 4 | 26 червня 2023    | ISBN 978-4-04-113821-2 |
| 5 | 26 березня 2024   | ISBN 978-4-04-114663-7 |

### Аніме
Аніме-адаптація телесеріалу була анонсована 18 листопада 2022 року. Виробництвом займалися студії Studio Gokumi та AXsiZ. Режисером виступив Кадзуомі Кога, сценарій написала Мітіко Йокоте, дизайн персонажів створив Масару Косекі, а музику склав Рьохей Сатака. Серіал транслювався з 4 липня до 19 вересня 2023 року на TV Tokyo та інших телеканалах, включаючи ABEMA. Відкриваючою темою є пісня «Paraglider» у виконанні Каорі Ісіхари, а завершальною темою — «Yume wa Mijikashi Koiseyo Otome» (夢は短し恋せよ乙女, «Мрії короткі, закохуйтесь дівчата!») у виконанні Акіхо Сузумото. Компанія Sentai Filmworks ліцензувала серіал і транслюватиме його на платформі Hidive. Medialink отримала ліцензію на показ серіалу в Південній, Південно-Східній Азії та Океанії (за винятком Австралії та Нової Зеландії) і транслюватиме його на YouTube-каналі Ani-One Asia.

#### Список серій
| № серії | Назва серії | Режисер(и)      | Сценарист(и)  | Режисер(и) анімації             | Оригінальна дата показу |
| ------- | --- | --------------- | ------------- | ------------------------------- | ----------------------- |
| 1       | «Я тебе люблю. Будь зі мною» Транслітерація: «Suki da. Tsukiattekure» (яп. 好きだ。付き合ってくれ) | Кадзуомі Кога   | Мітіко Йокоте | Кадзуомі Кога                   | 4 липня 2023            |
| 2       | «Для тебе. Це запасний трикутний шоколадний пиріг» Транслітерація: «Dōzo. Supea no Sankaku Choko Pai Desu» (яп. どうぞ。スペアの三角チョコパイです) | Ходака Курямото | Мітіко Йокоте | Ходака Курямото                 | 11 липня 2023           |
| 3       | «Чи можна не називати літню форму легким одягом?» Транслітерація: «Natsufuku o Usugi tte Iu no Yamete Kunnai?» (яп. 夏服を薄着って言うのやめてくんない？) | Масатеру Номі   | Саорі Каная   | Хіроюкі Шимадзу                 | 18 липня 2023           |
| 4       | «Темно-коричневий? Це має класний відтінок» Транслітерація: «Dāku Buraun? Nanka Kakkoii Hibiki da na» (яп. ダークブラウン？なんかカッコ良い響きだな) | Тацуя Фудзінака | Саорі Каная   | Тацуя Фудзінака                 | 25 липня 2023           |
| 5       | «Відкрити? Відкрити? Подивитися всередині?» Транслітерація: «Akechau? Akechau? Naka Michau?» (яп. 開けちゃう？開けちゃう？中見ちゃう？) | Суміто Сасаки   | Мітіко Йокоте | Хіроюкі Шимадзу                 | 1 серпня 2023           |
| 6       | «Парфе до кінця першого семестру!» Транслітерація: «Ichigakki Shūryō Kinen Pafe!» (яп. 学期終了記念パフェ！) | Ходака Курямото | Мітіко Йокоте | Шіндзі Танабе                   | 8 серпня 2023           |
| 7       | «Знаєш, студентки університетів справді неймовірні» Транслітерація: «Joshi Daisei tte, Maji Sugee» (яп. 女子大生って、マジすげぇ) | Суміто Сасаки   | Саорі Каная   | Цубаса Курашина і Кадзуомі Кога | 15 серпня 2023          |
| 8       | «Ти не надто винна?» Транслітерація: «Giruti Suginai?» (яп. ギルティすぎない？) | Масатеру Номі   | Саорі Каная   | Хіроюкі Ōшіма                   | 22 серпня 2023          |
| 9       | «Кава. З пропорцією молока приблизно 8 до 2. Цукор 1 чайна ложка, карамельний порошок теж, будь ласка» Транслітерація: «Kōhī. Hachi : Tai Ni Kurai de Miruku ne. Satō Kosaji Ichi, Kyarameru Paudā mo Yoroshiku» (яп. コーヒー。８：２くらいでミルクね。砂糖小さじ１、キャラメルパウダーも宜しく) | Тацуя Фудзінака | Саорі Каная   | Тацуя Фудзінака                 | 29 серпня 2023          |
| 10      | «Твоя нога вже за 5 секунд до запуску!» Транслітерація: «Ashi ga Mō Hassha Go-byō Mae da kara» (яп. 足がもう発射５秒前だから) | Суміто Сасаки   | Мітіко Йокоте | Хіроюкі Шимадзу                 | 5 вересня 2023          |
| 11      | «Ти пахнеш потом... Напевно, ти сильно працював» Транслітерація: «Ase no Nioi ga Suru......Ippai Hataraita nda» (яп. 汗のにおいがする……いっぱい働いたんだ) | Ходака Курямото | Мітіко Йокоте | Хіроюкі Ōшіма                   | 12 вересня 2023         |
| 12      | «Тому що ти — моє місце!» Транслітерація: «Datte, Anta wa Watashi no Ibasho nan Dakara» (яп. だって、アンタは私の居場所なんだから) | Кадзуомі Кога   | Мітіко Йокоте | Кадзуомі Кога                   | 19 вересня 2023         |